# Pelargonium elongatum
Pelargonium elongatum là một loài thực vật có hoa trong họ Mỏ hạc. Loài này được Salisb. mô tả khoa học đầu tiên.

## Hình ảnh

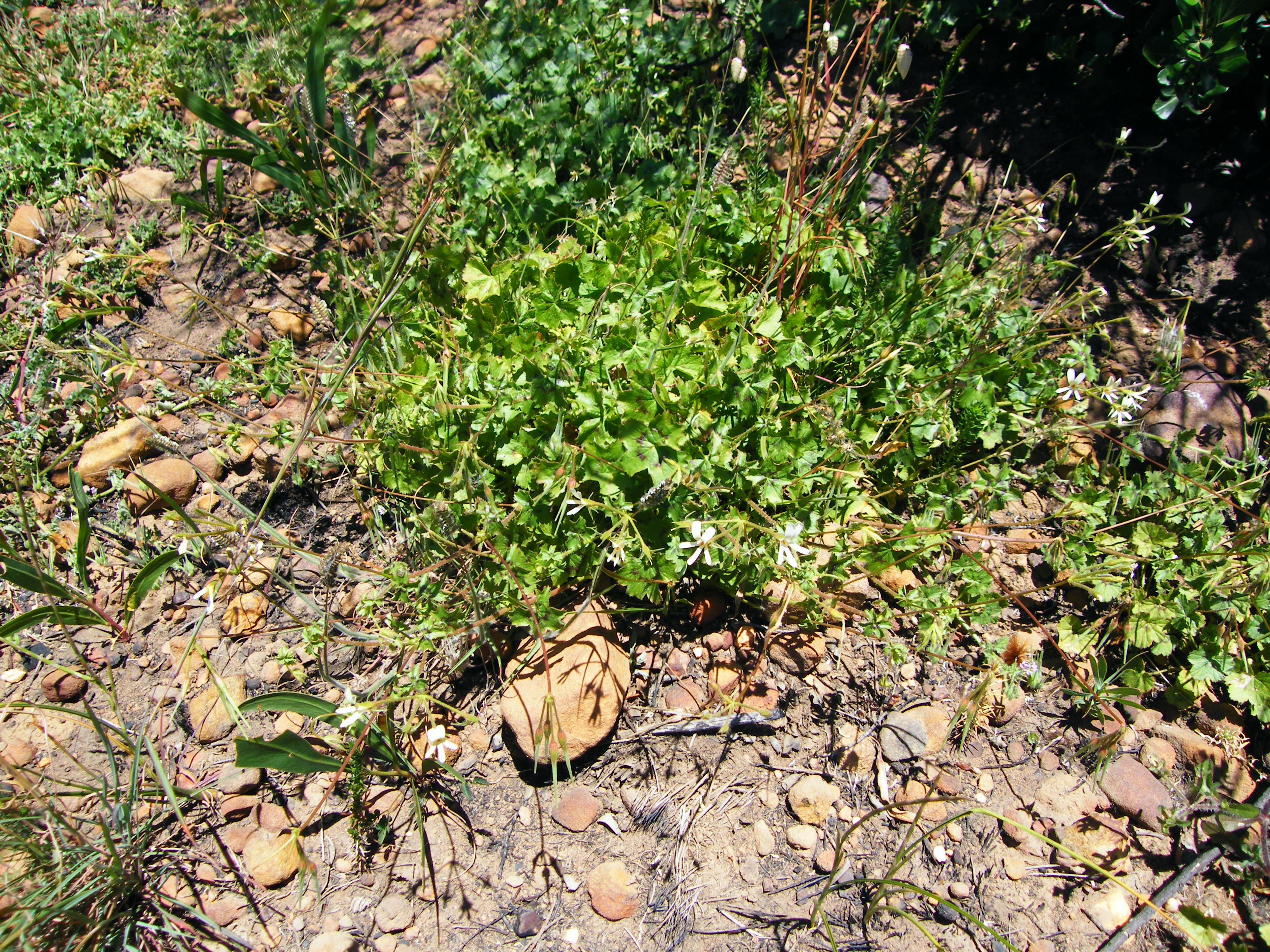